# Ramón Antonio Linares Sandoval
Ramón Antonio Linares Sandoval (San Carlos, 26 de dezembro de 1936) é um clérigo católico romano venezuelano e bispo emérito de Barinas.

## Biografia
Após estudar no Seminário Nuestra Señora del Socorro e no Seminário Interdiocesano de Caracas, Ramón Antonio Linares Sandoval foi ordenado sacerdote em 28 de julho de 1963, na cidade de Tinaquillo, pelas mãos de Mons. José Alí Lebrún Moratinos, para a Arquidiocese de Valência na Venezuela.
Exerceu os primeiros anos de prática sacerdotal na diocese de Valência até a criação da diocese de São Carlos, na qual Linares Sandoval passou a fazer parte do presbitério. Estudou em Roma na Pontifícia Universidade Gregoriana, obtendo uma licenciatura em Direito Canônico.
O Papa João Paulo II o nomeou Bispo de Puerto Cabello em 5 de julho de 1994. O Arcebispo de Caracas, Cardeal José Alí Lebrún Moratinos, doou-lhe a ordenação episcopal em 15 de outubro do mesmo ano; os co-consagradores foram Jorge Liberato Urosa Savino, arcebispo de Valencia na Venezuela, e Antonio Arellano Durán, bispo de San Carlos de Venezuela.
Em 16 de julho de 2002, foi nomeado terceiro bispo de Barinas.

O Papa Francisco aceitou sua renúncia relacionada à idade em 30 de agosto de 2013. Entre 31 de outubro de 2013 a 31 de outubro de 2015, foi Administrador Apostólico de Acarigua-Araure.